# Wilhelm de Orania
Wilhelm de Orania (neerlandeză Willem van Oranje) sau Wilhelm Taciturnul (neerlandeză Willem de Zwijger; n. 24 aprilie 1533—d. 10 iulie 1584) s-a născut la Dillenburg făcând parte din Casa de Nassau, ca și conte de Nassau.
A devenit prinț de Orange (Orania) în 1544, fiind fondatorul ramurii Casei de Oranje-Nassau. A fost principalul conducător al revoltei olandeze împotriva Spaniei, revoltă care a dus la izbucnirea Războiului de optzeci de ani, care a avut ca rezultat independența formală a Provinciilor Unite (1648). 
A sfârșit asasinat în 1584 de Balthasar Gérard în clădirea Het Prinsenhof (Curtea princiară) din Delft. A fost înmormântat în Nieuwe Kerk din Delft, biserică în care de atunci sunt înmormântați membrii Casei de Oranje-Nassau.
În Țările de Jos este supranumit Vader des Vaderlands, adică „părintele patriei”; de asemeni imnul național al Țărilor de Jos, Het Wilhelmus, a fost compus în onoarea lui.

## Tinerețe
Viitorul prinț de Orania s-a născut pe 24 Aprilie, 1533 la Dillenburg. Tatăl său a fost graful de Nassau-Siegen Wilhelm I (1516-1559), care a introdus luteranismul la el în țară. În anul 1544, vărul lui Wilhelm de Orania, Renè de Châlon l, prințul principatului de Orania a murit fără copii, numindu-l pe Wilhelm succesorul său, în condiția în care acesta va accepta confesiunea catolică. Tatăl său a acceptat, iar astfel Wilhelm a devenit Prinț de Orania, mai târziu și graf de Nassau, fiind primul prinț din casa nouă "Orania-Nassau".

## Carieră în Țările de Jos
După ce a devenit prinț, Wilhelm a câștiga titlurile de Statdtholder (guvernator) a provinciilor Olanda (Holland), Zeelanda, Utrecht și Gelre, care făceau parte din Țările de Jos, deținute de Sfântul împărat roman Karl al V-lea.
Astfel, prințul Wilhelm a fost educat la Bruxelles, capitala provinciilor de către Nicolas Perrenot. Sub influența acestuia, Wilhelm a devenit un preferat al împăratului. În 1551, a ajuns să fie la comanda cavaleriei regale. Se spune că, în momentului în care Karl al V-lea a abdicat, acesta și-a sprijinit capul pe umărul lui Wilhelm.